# Gotthard Sjölander
Anders Gotthard "Got" Sjölander, född 22 februari 1920 i Slätthögs församling, Kronobergs län, död 4 februari 2011 i Hultsfreds församling, Kalmar län, var en svensk skolledare och författare.
Sjölander, som var son till målaren Axel Sjölander och Ida Jonasson, avlade studentexamen i Växjö 1942 samt avlade filosofie kandidatexamen i Lund 1949 och filosofisk ämbetsexamen 1952. Han omnämndes under studentåren som en lovande poet och blev journalist på Arbetet i Malmö 1946. Han blev därefter lärare på samrealskolan i Ronneby 1950, på högre allmänna läroverket i Åmål 1956, rektor på kommunala realskolan i Gnosjö 1958, på statliga gymnasiet i Hultsfred 1963, var förste rektor i Hultsfreds köping från 1963 och senare i Hultsfreds kommun. Utöver nedanstående skrev han artiklar i tidningar och tidskrifter. Han blev Hultsfreds kommuns kulturstipendiat 1994.